# الهارب (فلم 1936)
الهارب  هو فيلم مصري أُنتج عام 1936. من إخراج إبراهيم لاما.

## قصة الفيلم
يهرب رجلان من الخدمة العسكرية، ويختبئان في الجبال الوعرة. يموت أحدهما. يتزوج الآخر من حبيبته، لكن يُقبض عليه في النهاية.

## الممثلون
- بدر لاما
- فاطمة رشدي
- عبد السلام النابلسي
- امتثال فوزي

## روابط خارجية
- مقالات تستعمل روابط فنية بلا صلة مع ويكي بيانات
- الهارب على موقع الدهليز
- الهارب على موقع كاروهات